# Prvenstvo Nogometnog saveza općine Zadar 1975./76.
Prvenstvo Nogometnog saveza općine Zadar (također i kao Općinska nogometna liga Zadar) je bila liga šestog stupnja natjecanja nogometnog prvenstva Jugoslavije u sezoni 1975./76. 
 
Sudjelovalo je 12 klubova, a prvak je bio "Smoković".  

## Ljestvica
| mj. | klub                    | ut. | pob. | ner. | por. | gol+ | gol- | bod |
| --- | ----------------------- | --- | ---- | ---- | ---- | ---- | ---- | --- |
| 1.  | Smoković                | 21  | 17   | 3    | 1    | 54   | 13   | 37  |
| 2.  | Hajduk Pridraga         | 20  | 15   | 3    | 2    | 39   | 18   | 33  |
| 3.  | Polača                  | 21  | 14   | 2    | 5    | 56   | 25   | 30  |
| 4.  | Dalmatinac Crno         | 21  | 9    | 4    | 8    | 43   | 38   | 22  |
| 5.  | Zemunik (Zemunik Donji) | 20  | 7    | 7    | 6    | 42   | 39   | 21  |
| 6.  | Sabunjar Privlaka       | 21  | 8    | 5    | 8    | 40   | 42   | 21  |
| 7.  | Croatia Turanj          | 20  | 7    | 1    | 12   | 36   | 57   | 15  |
| 8.  | Nova zora Filipjakov    | 20  | 5    | 4    | 11   | 27   | 39   | 13  |
| 9.  | Putnik Debeljak         | 21  | 6    | 1    | 14   | 30   | 51   | 13  |
| 10. | Pakoštane               | 21  | 4    | 4    | 13   | 25   | 49   | 12  |
| 11. | Ciglar Nin              | 11  | 5    | 1    | 5    | 22   | 14   | 11  |
| 12. | Jedinstvo Benkovac      | 19  | 1    | 5    | 13   | 25   | 55   | 7   |

- ljestvica bez rezultata tri utakmice
- Filipjakov – tadašnji naziv za Sveti Filip i Jakov
- "Ciglar" iz Nina odustao tijekom proljetnog dijela sezone

## Rezultatska križaljka
| kratica | klub                    | CRO | DAL | HAJ | JED | NOVZ | PAK | POL | PUT | SAB | SMO | ZEM | CIG |
| --- | ----------------------- | --- | --- | --- | --- | ---- | --- | --- | --- | --- | --- | --- | --- |
| CRO | Croatia Turanj          |     |     |     |     |      |     |     |     |     |     |     |     |
| DAL | Dalmatinac Crno         |     |     |     |     |      |     |     |     |     |     |     |     |
| HAJ | Hajduk Pridraga         |     |     |     |     |      |     |     |     |     |     |     |     |
| JED | Jedinstvo Benkovac      |     |     |     |     |      |     |     |     |     |     |     |     |
| NOVZ | Nova zora Filipjakov    |     |     |     |     |      |     |     |     |     |     |     |     |
| PAK | Pakoštane               |     |     |     |     |      |     |     |     |     |     |     |     |
| POL | Polača                  |     |     |     |     |      |     |     |     |     |     |     |     |
| PUT | Putnik Debeljak         |     |     |     |     |      |     |     |     |     |     |     |     |
| SAB | Sabunjar Privlaka       |     |     |     |     |      |     |     |     |     |     |     |     |
| SMO | Smoković                |     |     |     |     |      |     |     |     |     |     |     |     |
| ZEM | Zemunik (Zemunik Donji) |     |     |     |     |      |     |     |     |     |     |     |     |
| CIG | Ciglar Nin              |     |     |     |     |      |     |     |     |     |     |     |     |
| |                         |     |     |     |     |      |     |     |     |     |     |     |     |
| podebljan rezultat - utakmice od 1. do 11. kola (1. utakmica između klubova) rezultat normalne debljine - utakmice od 12. do 22. kola (2. utakmica između klubova) rezultat nakošen - nije vidljiv redoslijed odigravanja međusobnih utakmica iz dostupnih izvora rezultat nakošen i smanjen * - iz dostupnih izvora nije uočljiv domaćin susreta prekrižen rezultat - poništena ili brisana utakmica p - utakmica prekinuta 3:0 p.f. / 0:3 p.f. - rezultat 3:0 bez borbe n.i. - utakmica nije igrana |                         |     |     |     |     |      |     |     |     |     |     |     |     |

 Izvori: 